# Carinoclodia anancyloides
Carinoclodia anancyloides är en skalbaggsart som beskrevs av Stefan von Breuning 1959. Carinoclodia anancyloides ingår i släktet Carinoclodia och familjen långhorningar. Inga underarter finns listade i Catalogue of Life.